# Icsihara Ecuko
Icsihara Ecuko, japánul: 市原 悦子 (Csiba, 1936. január 24. – Tokió, 2019. január 12.) japán színésznő.

## Fontosabb filmjei
- (雪国; Hepburn: Yukiguni?) (1957)
- (霧の旗; Hepburn: Kiri no hata?) (1965)
- Egy másik arc (他人の顔; Hepburn: Tanin no kao?) (1966)
- Szamurájlázadás (上意討ち 拝領妻始末; Hepburn: Hairyô tsuma shimatsu?) (1967)
- Taijó no ódzsi: Horus no daibóken (太陽の王子 ホルスの大冒険; Hepburn: Taiyō no ōji: Horusu no daibōken?) (1968, hang)
- Csibikko Remi to meiken Kapi (ちびっ子レミと名犬カピ; Hepburn: Chibikko Remi to meiken Kapi?) (1970, hang)
- (はだしのゲン 涙の爆発; Hepburn: Hadashi no Gen: Namida no Bakuhatsu?) (1977)
- (ブリキの勲章; Hepburn: Buriki no kunsho?) (1981)
- Fekete eső (黒い雨; Hepburn: Kuroi ame?) (1989)
- Az angolna (うなぎ; Hepburn: Unagi?) (1997)
- A remény receptje (あん; Hepburn: An?) (2015)
- Mi a neved? (君の名は。; Hepburn: Kimi no na wa.?) (2016, hang)
- (しゃぼん玉; Hepburn: Shabondama?) (2017)